# Невилл, Кэтрин, герцогиня Норфолк
Кэтрин Невилл (англ. Katherine Neville; приблизительно 1397 или 1400 — после 26 июня 1483) — английская аристократка, дочь Ральфа Невилла, 1-го графа Уэстморленда, благодаря первому браку (с Джоном Моубреем) герцогиня Норфолк с 1425 года. Позже была замужем за сэром Томасом Странгуэйсом, Джоном Бомонтом, 1-м виконтом Бомонтом, и Джоном Вудвиллом, причём последний брак один из хронистов назвал «дьявольским» из-за огромной разницы в возрасте новобрачных: жениху было 19, невесте — далеко за 60. В течение всей своей долгой жизни Кэтрин сохраняла контроль над частью владений Моубреев, что стало причиной ослабления позиций этой семьи. Герцогиня пережила сына, внука и единственную правнучку, и её наследниками стали племянники мужа.

## Биография
Кэтрин Невилл принадлежала к одному из самых влиятельных и богатых родов Англии. Она была старшим ребёнком из четырнадцати детей Ральфа Невилла, 1-го графа Уэстморленда, от его второй жены Джоан Бофорт; таким образом, по матери Кэтрин приходилась внучкой Джону Гонту и правнучкой королю Англии Эдуарду III. Её появление на свет историки датируют приблизительно 1397 или 1400 годом. 12 января 1412 года отец выдал Кэтрин за своего подопечного, 20-летнего Джона Моубрея, 5-го графа Норфолка (с 1425 года 2-го герцога Норфолка), причём предварительно сэр Ральф заплатил королю две тысячи фунтов за право опекать графа и подобрать ему невесту. Этот брак продлился 20 лет, большую часть которых Кэтрин провела в замке мужа Эпуэрт на острове Аксхольм в Линкольншире. Именно там она родила в 1415 году своего единственного ребёнка от первого мужа — Джона. В 1420—1421 годах графиня находилась на континенте, в окружении новой королевы Екатерины Французской, в 1423 году снова ненадолго съездила во Францию к супругу. Пока последний воевал, она, по-видимому, управляла обширными владениями Моубреев.
В 1432 году Кэтрин овдовела. Согласно завещанию мужа, она получила в пожизненное владение земли Моубреев в Линкольншире, Йоркшире, Сассексе и Уэльсе, благодаря чему снова стала завидной невестой. Позже (точная дата неизвестна) герцогиня вышла замуж во второй раз — за сэра Томаса Странгуэйса, рыцаря, служившего Моубреям. Самое раннее упоминание об этом замужестве относится к 27 января 1442 года, когда супруги были оштрафованы за вступление в брак без королевского разрешения; сэр Томас умер до 25 августа 1443 года, успев стать отцом двух дочерей, и это означает, что старшая дочь родилась до венчания родителей, либо что факт этого венчания скрывали достаточно долго. Позже Кэтрин стала женой Джона Бомонта, 1-го виконта Бомонта. Он погиб в 1460 году при Нортгемптоне, и брак остался бездетным.
К тому моменту в Англии шла Война Роз. Ничего не известно о том, к какой династической группировке тяготела герцогиня — к Ланкастерам или Йоркам: Невиллы были союзниками Йорков, но Бомонт сражался на стороне Ланкастеров. Поэтому позиция Кэтрин, сохранявшей контроль над обширными владениями, должна была вызывать определённые опасения у Эдуарда IV Йоркского, захватившего корону в 1461 году. Брат жены Эдуарда Джон Вудвилл вскоре после 1465 года стал четвёртым мужем герцогини. Ему тогда было около 19, его избраннице — далеко за 60. Джон явно пошёл на этот союз ради земель Моубреев, а мотивы Кэтрин остаются неизвестными: ею могли руководить любовь к жениху или давление со стороны короля. Один из хронистов, Уильям Вустерский, назвал этот брак «дьявольским» из-за огромной разницы в возрасте новобрачных; Уильям к тому же ошибочно полагал, что невесте тогда было уже 80. Многие английские аристократы были возмущены проявившейся в этой истории жадности Вудвиллов — незнатного семейства, использовавшего свою близость к королю для обогащения. Особенно недоволен был племянник герцогини Ричард Невилл, 16-й граф Уорик, рассчитывавший на часть наследства.
Четвёртый супруг герцогини был казнён в 1469 году сторонниками Ланкастеров, на чью сторону перешёл Уорик. Эдуард IV к 1471 году окончательно разбил своих врагов (Уорик погиб в бою), а в 1473 году выдал Кэтрин общее помилование за любые преступления, совершённые до 30 сентября 1471 года. После этого она уже не выходила замуж. Последнее упоминание о герцогине относится к июню 1483 года, когда она присутствовала на коронации Ричарда III.
Историки отмечают, что при своих влиянии и богатстве Кэтрин Невилл всю жизнь оставалась в тени. Она не вмешивалась в политику и была сосредоточена на управлении своими владениями. Долголетие герцогини стало причиной существенного ослабления позиций нескольких поколений Моубреев и их наследников.

## Потомки и наследство
В первом браке, с Джоном Моубреем, 2-м герцогом Норфолком, Кэтрин Невилл родила сына Джона (1415—1461). Во втором браке, с сэром Томасом Странгуэйсом, она родила двух дочерей — Джоан и Кэтрин. Первая вышла замуж за Уильяма Беркли, маркиза Беркли (племянника первого мужа герцогини); вторая — за Генри Грея, 4/7-го барона Грея из Коднора.
Герцогиня пережила не только сына, но и внука, 4-го герцога Норфолка (умер в 1476), а также правнучку, 8-ю графиню Норфолк, последнюю из Моубреев (умерла в 1481). К 1483 году её наследниками стали Уильям Беркли (зять и племянник в одном лице) и Джон Говард (ещё один племянник).